# Preserje pri Radomljah
Preserje pri Radomljah – wieś w Słowenii, w gminie Domžale. W 2018 roku liczyła 1822 mieszkańców.